# Herbert Spindler

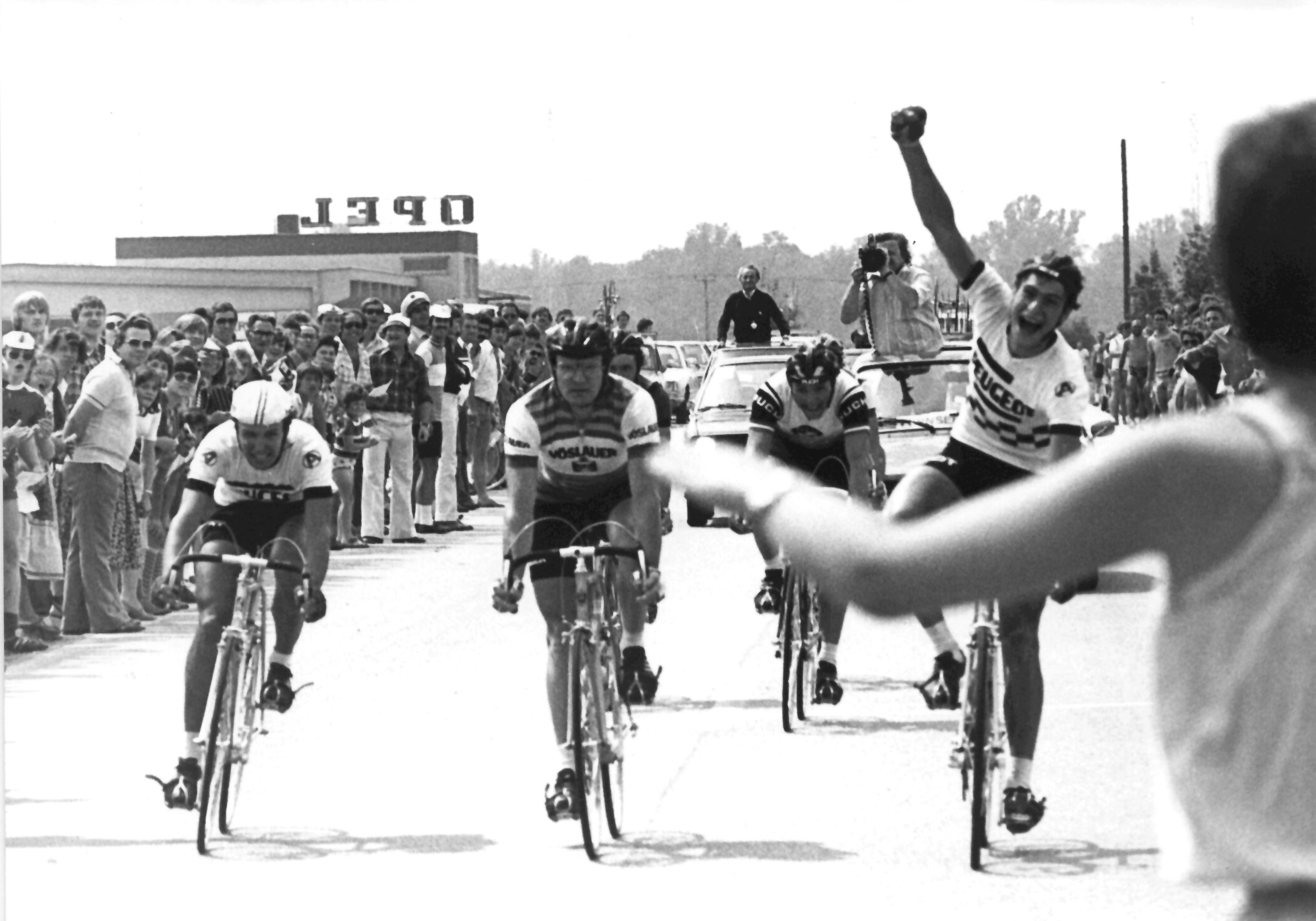
Österreichische Meisterschaft 1976: 1. Herbert Spindler, 2. Leo Karner, 3. Peter Muckenhuber, 4. Hans Summer

Herbert Spindler (* 6. April 1954 in Salzburg) ist ein ehemaliger österreichischer Radrennfahrer.
Zweimal wurde Herbert Spindler Österreichischer Staatsmeister im Straßenrennen, 1976 und 1978. 1979 gewann er die Österreich-Rundfahrt.
Zweimal startete Spindler bei Olympischen Spielen, 1976 in Montreal und 1980 in Moskau. Im Grand Prix Guillaume Tell 1975 wurde er Sieger der Bergwertung.